# Catch Me Outside
"Catch Me Outside" – piosenka amerykańskiego rapera Ski Mask the Slump Goda, wydana 13 czerwca 2017 roku jako trzeci singel z jego drugiego mixtape'u You Will Regret (2017). Utwór został wyprodukowany przez Timbalanda i zawierał sampel z piosenki „She’s a Bitch” Missy Elliott.

## Kompozycja
W piosence Ski Mask the Slump God wykonuje freestyle pod instrumental utworu „She’s a Bitch”, jednocześnie „wypełniając każdy zakamarek utworu swoimi ułożonymi rymami” i nawiązując do popkultury. Mitch Findlay z HotNewHipHop opisał piosenkę jako pokazującą bardziej zabawną stronę Ski Maska.

## Teledysk
Oficjalny teledysk, wyreżyserowany przez Cole’a Bennetta, został wydany 27 lipca 2017 roku. W filmie widać Ski Mask the Slump Goda spacerującego przez Times Square, pijącego popularną w USA używkę, lean i wystawiającego głowę przez okno samochodu. W filmie pojawia się psychodeliczna animacja, reprezentująca halucynacje Ski Maska. W teledysku pojawia się też lalka przypominająca Chucky’ego z Laleczka Chucky. Teledysk w serwisie YouTube został odtworzony ponad 144 miliony razy (stan na listopad 2022 r,).

## Odbiór
Missy Elliott zareagowała pozytywnie na piosenkę, pisząc na Twitterze: „Oh he rode the heck out of this Fiyah[!]”.

## Certyfikaty
| Kraj                  | Certyfikat | Ilość sprzedanych jednostek |
| --------------------- | ---------- | --------------------------- |
| USA (RIAA)            | Platyna    | 1,000,000                   |
| Nowa Zelandia (RMNZ)  | Platyna    | 30,000                      |
| Wielka Brytania (BPI) | Srebro     | 200,000                     |